# Calvície

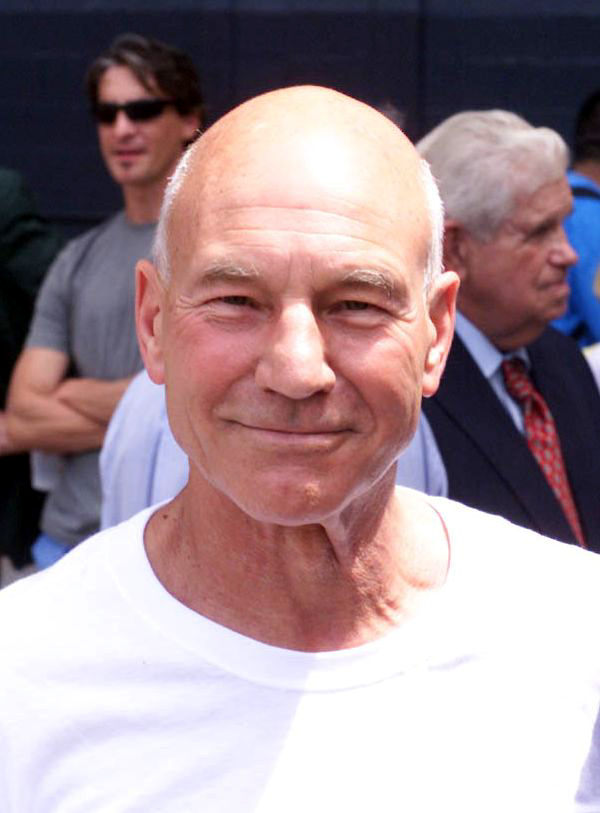
O ator Patrick Stewart é um célebre calvo

Calvície é uma forma de alopecia caraterizada por uma gradual e progressiva perda de cabelos devido a fatores hereditários. O tipo mais comum de calvície masculina é a alopecia androgenética (AAG), ou calvície de padrão masculino. Ocorre em aproximadamente 50% dos homens. Nos homens, a AAG é um processo andrógeno dependente, porém, nas mulheres a queda de cabelo não parece estar ligada aos hormónios, e o termo utilizado para caraterizar o padrão de queda de cabelos acima do normal é Alopecia de Padrão Feminino (APF). A maior incidência da APF começa entre 30 a 40 anos de idade e tende a piorar após a menopausa, com afinamento difuso dos cabelos.

## Causa
A calvície masculina pode ser causada por uma alteração genética herdada de uma substância de ocorrência natural chamada DHT. Estudos já realizados de fios de cabelos de couros cabeludos calvos e não-calvos mostraram que, com a calvície de padrão masculino, os níveis de 5-alfarredutase e DHT no couro cabeludo são consideravelmente altos. A 5-alfa-redutase é importante na formação de DHT e, consequentemente, níveis elevados de DHT estão associados com calvície masculina. A idade em que a calvície inicia e a velocidade do processo é definida pela quantidade de genes herdados dos familiares do lado paterno, materno ou ambos. Ela inicia geralmente com o afinamento, encurtamento, rarefação e despigmentação gradativa dos cabelos nas regiões frontotemporais da cabeça, aumentando com o tempo e evoluindo para a atrofia e morte dos folículos capilares, mas preservando sempre as áreas laterais e posteriores já que são imunes à ação do DHT.

## Diagnóstico
O diagnóstico deve ser realizado por um médico dermatologista para que esse determine se o paciente apresenta uma queda normal de cabelos ou se possui uma "influência genética". O mesmo irá proceder para o exame visual, encaminhando o paciente para um tratamento, se concluir que a pessoa possui uma queda acentuada dos cabelos.

## Tratamento
Há duas formas de tratamento: o cirúrgico e o clínico.
O tratamento cirúrgico mais comum e mais conhecido para combater a calvície é o implante capilar. Atualmente, as técnicas de implante, incluindo o microimplante capilar, apresentam resultado bastante natural e harmonioso para casos selecionados. O cirurgião dermatologista retira as unidades foliculares da região da nuca e transfere, fio por fio, para a região calva. Na nuca, os cabelos se apresentam em fase anágena - fase de crescimento - de melhor qualidade, por isso que dificilmente uma pessoa apresenta a alopecia androgenética nesta região. Antigamente, os implantes eram feitos por retalhos na área doadora (geralmente na nuca), da qual se retiravam partes do tecido que continham os folículos a serem usados. Feito isso, esse tecido era cortado em pedaços menores, e posteriormente, colocados na área afetada pela calvície. Tal método não apresentava 100% de eficácia, pois dava um aspeto de "cabelo de boneca", devido aos "nacos de pele" implantados serem muito grandes, não respeitando o espaço natural entre os fios e o seu sentido de nascimento.
Já o tratamento clínico faz referência aos medicamentos como finasterida e minoxidil, que devem ser recomendados por um dermatologista a fim de o paciente iniciar o tratamento. Em muitos casos esse tipo de tratamento traz bons resultados, sem contar o baixo custo da compra do medicamento que se encontra também na forma manipulada.
Além desses, técnicas injetáveis, como a Mesoterapia Capilar, vêm sendo utilizadas como terapias complementares. A mesoterapia consiste na aplicação de enzimas diretamente no couro cabeludo por meio de microinjeções . Essas substâncias podem incluir vitaminas, minerais, aminoácidos, peptídeos bioativos, fatores de crescimento e medicamentos como o minoxidil e a dutasterida. O objetivo é estimular os folículos capilares, melhorar a circulação local e retardar a progressão da calvície.
Alguns fatores de crescimento, como o fator de crescimento insulínico (IGF), o fator de crescimento fibroblástico básico (bFGF), e o fator de crescimento vascular (VEGF), parecem estimular os folículos capilares. No Brasil esses fatores de crescimento já se encontram disponíveis para a manipulação de loções, e já vem na forma nanoencapsulada, o que potencializa muito a penetração na pele e duração do efeito.
Os tratamentos laser, geralmente oferecidos a altos custos em clínicas capilares, se demonstraram de pouca ou nenhuma ajuda capilar: se limitando basicamente as propriedades anti-inflamatórias da luz ou laser vermelho (faixa ao redor de 650 nm). A ação anti-inflamatória é semelhante a de um shampoo anticaspa medicinal. Alguns aparelhos que se dizem para uso capilar, e que se intitulam como laser, vendidos a preços bem elevados, na verdade usam LEDs de baixa potência, e portanto insuficientes mesmo para um simples efeito anti-inflamatório.
Há evidências que apontam que o antibiótico roxitromicina teria um efeito benéfico para os cabelos quando aplicado na forma de loções tópicas. A roxitromicina tem efeito modulador da resposta imunológica. Um pequeno estudo clínico, com cerca de 10 pacientes portadores de alopecia androgenética, demonstrou que mais da metade deles obtiveram melhoras significativas quando ao crescimento e fortalecimento de fios miniaturizados. Especula-se que a roxitromicina teria efeito inibidor à produção de algumas citocinas que seriam prejudicial aos queratinócitos.
Existem alguns medicamentos em fase de teste; e terapias novas como a multiplicação de células capilares; e tudo leva a crer que no futuro a calvície não seria mais um problema. A questão é quanto tempo levará para que eles se concretizem e estejam disponíveis.
Atualmente o principal problema quanto aos métodos verdadeiros e comprovados disponíveis está no fato de que a maioria dos pacientes só procura um médico especializado depois que a perda capilar já chegou num estágio bem incômodo, ou seja, diminuídas as chances de bons resultados. Geralmente, as pessoas antes de procurarem um bom médico acabam usando produtos vendidos na TV ou shampoos que se intitulam anti-queda, mas que não tem efeito sobre o problema.
Quanto mais cedo forem o diagnóstico do problema e a prescrição de um tratamento apropriado, maiores são as chances de controle da perda capilar. Mesmo assim, a resposta ao tratamento varia de pessoa para pessoa, pois cada pessoa responde de uma forma às medicações.

## Calvície, racismo e falsas crenças
Cabeças carecas podem simbolizar pureza, um repúdio à superficialidade, muitas vezes ritualizadas através da raspagem diária. Além disso, são frequentemente associadas positivamente à divindade. Monges budistas, freiras e outros grupos políticos e religiosos adotam a rotina de raspar a cabeça. No mundo ocidental do século 19, a calvície também passou a ser celebrada, não por motivos religiosos, mas devido a motivações pseudocientíficas que refletiam ideias preconcebidas sobre inteligência e raça.
Francis Galton, um pioneiro na eugenia e primo de Charles Darwin, estendeu a ideia da calvície como um sinal de superioridade para sugerir que alguns grupos humanos eram mais evoluídos do que outros. Ele usou essa interpretação para promover a ideia de que certas características físicas, como a calvície, estavam ligadas a traços de inteligência e sucesso. Essa crença foi usada para justificar políticas discriminatórias e hierarquias sociais baseadas em raça, promovendo assim uma visão distorcida e prejudicial da evolução humana. Os negros, em particular, foram classificados pseudocientificamente como tendo cabelos diferentes e evolutivamente inferiores aos brancos.